# USS Hancock (CV-19)
Авіаносець «Хенкок» (англ. USS Hancock (CV-19)) — важкий ударний авіаносець США періоду Другої світової війни типу «Ессекс», довгопалубний підтип. Названий на честь Джона Генкока, президента Другого Континентального конгресу та першого губернатора штату Массачусетс.

## Будівництво та введення в експлуатацію
Корабель був закладений 26 січня 1943 року в Бетлегем стіл корпорейшн Квінсі, штат Массачусетс. При закладці корабель отримав ім'я «Тікондерога», проте ще в ході будівництва, 1 травня 1943 року, був перейменований в «Хенкок», фактично обмінявшись назвами з авіаносцем USS Ticonderoga (CV-14), який при закладці був названий «Тікондерога». Був спущений на воду 24 січня 1944. Увійшов до складу флоту 15 квітня 1944 року, під командою капітана Фреда С. Дікі.

## Історія служби

### Друга світова війна
Авіаносець «Хенкок» брав участь у бойових діях проти Японії. Бойове хрещення прийняв у складі 3-го флоту в ході рейдів на Формозу та Окінаву. У 1945 році брав участь в операціях проти Індокитаю, Окінави. Авіаносець «Хенкок» 1944 року в складі американського оперативного з'єднання брав участь у битві в затоці Лейте (Філіппіни). У квітні 1945 року пошкоджений камікадзе.
Після війни брав участь в операції «Magic Carpet».
Виведений в резерв 9 травня 1947. Пройшов модернізацію за проєктом SCB-27C. З 1 жовтня 1952 року по 30 червня 1975 був перекласифікований в ударний авіаносець CVA-19.
Повторно введений в дію 1 березня 1954.
При другій модернізації отримав кутову палубу. Був введений в дію в листопаді 1956. Ніс службу на Тихому океані.
У 1958 при аварії штурмовика «Скайрейдер» 2 людини загинули, авіаносець постраждав від пожежі.

### Війна у В'єтнамі
Під час війни у В'єтнамі зробив 8 походів:
- 10.11.1965 — 1.8.1966,
- 5.1.1967 — 22.7.1967,
- 18.7.1968 — 3.3.1969,
- 2.8.1969 — 15.4.1970,
- 22.10.1970 — 3.6.1971,
- 7.1.1972 — 3.10.1972,
- 8.5.1973 — 8.1.1974,
- 18.3.1975 — 20.10.1975.

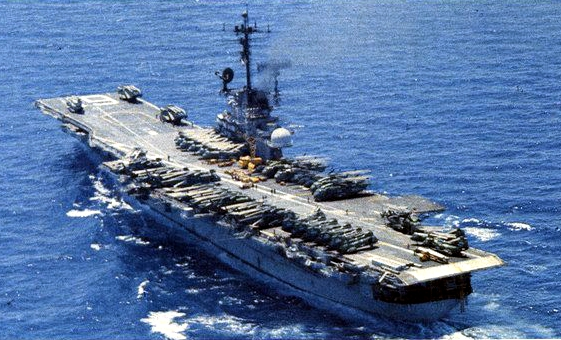
Авіаносець «Хенкок», 1975 рік

1 липня 1966 палубна авіація брала участь в атаці і потопленні трьох північнов'єтнамських торпедних катерів.
У відповідь на ембарго арабських країн на поставку нафти Заходу був тимчасово введений в Індійський океан, де 29 жовтня 1973 очолив оперативне з'єднання створене в Аравійському морі.
Потім біля берегів Індокитаю брав участь в евакуації громадян США з Південного В'єтнаму і Камбоджі. 
Списаний і проданий на злам 31 січня 1976 у Лос-Анджелесі.

### Командири «Хенкока»
- Ф.С. Дікі — 15 квітня 1941 — листопад 1944
- Р. Гікі — листопад 1944 — вересень 1945
- Д. Галерея — вересень 1945 — грудень 1945
- Г.Б. Баттерфілд — грудень 1945 — вересень 1946
- В.С Баттс — лютого 1954 — січень T955
- Р. Сандерс — січень 1955 — січень t956
- Д. Блек — січень 1959 — січень 1957
- C.Д. Оденгал — січень 1957 — лютий 1959
- Р.А. Макферсон — лютий 1959 — січень 1959
- Є. Паркер — січень 1959 — лютий 1959
- Г.Л. Міллер — лютий 1959 — січень 1960
- І.П. Бакутіс — січень 1990 — грудня 1969
- Д. Келлі — грудень 1969 — грудень 1961
- P.K Блех — грудень 1961 — листопад 1962
- Т.Д. Гарріс — листопад 1962 — грудень 1963
- А.Д. Брассфільд — грудень 1963 — грудень 1964
- Ф.Б. Стоун — грудень 1964 — грудень 1965
- Д.С. Дональдсон, мол. — грудень 1965 — грудень 1966
- Г.Р. Стріпер — грудень 1966 — листопад 1967
- Г.Е. Грір — листопад 1967 — лютий 1969
- Н.П. Фосс — лютий 1969 — Червень 1970
- Т.Л. Джонсон — Джейн 1970 — жовтень 1971
- А.Д. Монгер — жовтень 1971 — листопад 1973
- П.Д. Райан — листопад 1973 — грудень 1974
- Ф.Д. Феловс, мол. — грудень 1974 — червень 1976